# Ipswich (stacja kolejowa w Anglii)
Ipswich (Ipswich railway station) – stacja kolejowa w Ipswich, w Anglii. Stacja posiada 2 perony i obsługuje ponad 2 mln pasażerów rocznie.